# Wade (Misisipi)
Wade es un lugar designado por el censo del Condado de Jackson, Misisipi, Estados Unidos. Según el censo de 2000 tenía una población de 491 habitantes y una densidad de población de 43.5 hab/km².

## Demografía
Según el censo de 2000, había 491 personas, 169 hogares y 147 familias residiendo en la localidad. La densidad de población era de 43,5 hab./km². Había 174 viviendas con una densidad media de 15,4 viviendas/km². El 96,95% de los habitantes eran blancos, el 1,02% afroamericanos, el 0,20% asiáticos, el 0,81% isleños del Pacífico, el 0,20% de otras razas y el 0,81% pertenecía a dos o más razas. El 0,20% de la población eran hispanos o latinos de cualquier raza.
Según el censo, de los 169 hogares en el 45,0% había menores de 18 años, el 76,3% pertenecía a parejas casadas, el 5,9% tenía a una mujer como cabeza de familia y el 13,0% no eran familias. El 11,2% de los hogares estaba compuesto por un único individuo y el 3,0% pertenecía a alguien mayor de 65 años viviendo solo. El tamaño promedio de los hogares era de 2,91 personas y el de las familias de 3,15.
La población estaba distribuida en un 29,3% de habitantes menores de 18 años, un 6,3% entre 18 y 24 años, un 31,4% de 25 a 44, un 25,3% de 45 a 64 y un 7,7% de 65 años o mayores. La media de edad era 34 años. Por cada 100 mujeres había 101,2 hombres. Por cada 100 mujeres de 18 años o más, había 105,3 hombres.
Los ingresos medios por hogar en la localidad eran de 50.972 dólares ($) y los ingresos medios por familia eran 60.982 $. Los hombres tenían unos ingresos medios de 45.673 $ frente a los 23.000 $ para las mujeres. La renta per cápita para la ciudad era de 15.993 $. El 2,7% de la población y el 4,5% de las familias estaban por debajo del umbral de pobreza. El 16,3% de los habitantes de 65 años o más vivían por debajo del umbral de pobreza.

## Geografía
Según la Oficina del Censo de los Estados Unidos, Wade tiene un área total de 11,4 km² de los cuales 11,3 km² corresponden a tierra firme y 0,1 km² a agua. El porcentaje total de superficie con agua es 0,46%.